# 風見胤重
風見 胤重（かざみ たねしげ）は、鎌倉時代・南北朝時代の武将。

## 略歴
下野国塩谷郡船生領主、君島胤時の次男として生まれる。
船生の東南方向にある風見郷を領し、風見氏を創始して風見城を築き居城とする。但し、塩谷町史 第二巻 中近世史料編『城館跡』によれば、乾元元年（1302年）に風見左衛門次郎が風見城の城主であったとする記載があり、塩谷町史では、胤重以前の風見氏と風見城の存在も指摘しているため、この場合、風見氏の創始も胤重ではなく、胤重は、一度断絶した風見氏を再興したか、養子として跡を継いだ事になり、風見城の築城時期もさかのぼる事になる。
兄の君島綱胤や弟の大宮胤景と共に、1351年（正平6年/観応2年）の薩埵峠の戦いに足利尊氏方として参戦し、兄弟と共に討ち死にする。